# Élections législatives de 2017 en Guyane
Les élections législatives françaises de 2017 se déroulent les 10 et 17 juin. Dans le département de la Guyane, deux députés sont à élire dans le cadre de deux circonscriptions.

## Élus
| Circonscription | Député sortant    | Parti | Parti | Groupe | Député élu ou réélu | Parti | Parti   | Groupe |
| --------------- | ----------------- | ----- | ----- | ------ | ------------------- | ----- | ------- | ------ |
| 1re             | Gabriel Serville  |       | PSG   | GDR    | Gabriel Serville    |       | PSG     | GDR    |
| 2e              | Chantal Berthelot |       | AGEG  | SER    | Lénaïck Adam        |       | LREM-GR | LREM   |

## Rappel des résultats départementaux des élections de 2012
| Parti          | Parti                                                 | Premier tour | Premier tour | Second tour | Second tour | Sièges |
| Parti          | Parti                                                 | Voix         | %            | Voix        | %           | Sièges |
| -------------- | ----------------------------------------------------- | ------------ | ------------ | ----------- | ----------- | ------ |
|                | Divers gauche                                         | 5 213        | 23,42        | 6 931       | 25,76       | 3      |
|                | À gauche en Guyane                                    | 3 699        | 16,62        | 7 081       | 26,31       | 1      |
|                | Europe Écologie Les Verts                             | 1 132        | 5,09         |             |             | 0      |
|                | Majorité présidentielle                               | 10 044       | 45,12        | 14 012      | 52,07       | 1      |
|                |                                                       |              |              |             |             |        |
|                | Union pour un mouvement populaire                     | 2 957        | 13,29        | 4 528       | 16,83       | 0      |
|                | Droite parlementaire                                  | 2 957        | 13,29        | 4 528       | 16,83       | 0      |
|                |                                                       |              |              |             |             |        |
|                | Parti socialiste guyanais                             | 4 479        | 20,13        | 8 369       | 31,10       | 1      |
|                | Mouvement de décolonisation et d'émancipation sociale | 454          | 11,03        |             |             | 0      |
|                | Divers                                                | 1 009        | 4,53         | 0           |             |        |
|                | Régionaliste                                          | 666          | 2,99         | 0           |             |        |
|                | Mouvement démocrate                                   | 385          | 1,73         | 0           |             |        |
|                | Front de gauche                                       | 265          | 1,19         | 0           |             |        |
|                |                                                       |              |              |             |             |        |
| Inscrits       | Inscrits                                              | 77 207       | 100,00       | 77 208      | 100,00      | 2      |
| Abstentions    | Abstentions                                           | 53 692       | 69,54        | 48 798      | 63,2        |        |
| Votants        | Votants                                               | 23 515       | 30,46        | 28 410      | 36,8        |        |
| Blancs et nuls | Blancs et nuls                                        | 1 256        | 5,34         | 1 501       | 5,28        |        |
| Exprimés       | Exprimés                                              | 22 259       | 94,66        | 26 909      | 94,72       |        |

## Résultats

### Résultats à l'échelle du département
|                     |                              |                           |                           |                          |                          |
|                     |                              | Premier tour 10 juin 2017 | Premier tour 10 juin 2017 | Second tour 17 juin 2017 | Second tour 17 juin 2017 |
|                     |                              |                           |                           |                          |                          |
|                     |                              | Nombre                    | % des inscrits            | Nombre                   | % des inscrits           |
| Inscrits            | Inscrits                     | 93 075                    | 100,00                    | 93 084                   | 100,00                   |
| Abstentions         | Abstentions                  | 69 991                    | 75,20                     | 63 534                   | 68,25                    |
| Votants             | Votants                      | 23 084                    | 24,80                     | 29 550                   | 31,75                    |
|                     |                              |                           | % des votants             |                          | % des votants            |
| Bulletins blancs    | Bulletins blancs             | 722                       | 3,13                      | 943                      | 3,19                     |
| Bulletins nuls      | Bulletins nuls               | 420                       | 1,82                      | 622                      | 2,10                     |
| Suffrages exprimés  | Suffrages exprimés           | 21 942                    | 95,05                     | 27985                    | 94,70                    |
|                     |                              |                           |                           |                          |                          |
| Étiquette politique | Étiquette politique          | Voix                      | % des exprimés            | Voix                     | % des exprimés           |
|                     | La République en marche      | 7 167                     | 32,66                     | 13 826                   | 49,41                    |
|                     | Parti socialiste guyanais    | 3 595                     | 16,38                     | 7 546                    | 26,96                    |
|                     | Régionalistes                | 2 356                     | 10,74                     | 6 613                    | 23,63                    |
|                     | Walwari                      | 2 190                     | 9,98                      |                          |                          |
|                     | Divers gauche                | 2 044                     | 9,32                      |                          |                          |
|                     | À gauche en Guyane           | 1 919                     | 8,75                      |                          |                          |
|                     | La France insoumise          | 1 323                     | 6,03                      |                          |                          |
|                     | Les Républicains             | 1 172                     | 5,34                      |                          |                          |
|                     | Union populaire républicaine | 176                       | 0,80                      |                          |                          |

### Résultats par circonscription

#### Première circonscription
Député sortant : Gabriel Serville (PSG).
|                                                                           | |                           |                           |                          |                          |
|                                                                           | | Premier tour 10 juin 2017 | Premier tour 10 juin 2017 | Second tour 17 juin 2017 | Second tour 17 juin 2017 |
|                                                                           | |                           |                           |                          |                          |
|                                                                           | | Nombre                    | % des inscrits            | Nombre                   | % des inscrits           |
| Inscrits                                                                  | Inscrits                                                                                              | 53 657                    | 100,00                    | 53 662                   | 100,00                   |
| Abstentions                                                               | Abstentions                                                                                           | 40 858                    | 76,15                     | 37 948                   | 70,72                    |
| Votants                                                                   | Votants                                                                                               | 12 799                    | 23,85                     | 15 714                   | 29,28                    |
|                                                                           | |                           | % des votants             |                          | % des votants            |
| Bulletins blancs                                                          | Bulletins blancs                                                                                      | 469                       | 3,66                      | 631                      | 4,02                     |
| Bulletins nuls                                                            | Bulletins nuls                                                                                        | 253                       | 1,98                      | 381                      | 2,42                     |
| Suffrages exprimés                                                        | Suffrages exprimés                                                                                    | 12 077                    | 94,36                     | 14 702                   | 93,56                    |
|                                                                           | |                           |                           |                          |                          |
| Candidat Étiquette politique (partis et alliances)                        | Candidat Étiquette politique (partis et alliances)                                                    | Voix                      | % des exprimés            | Voix                     | % des exprimés           |
|                                                                           | |                           |                           |                          |                          |
|                                                                           | Gabriel Serville (député sortant) Parti socialiste guyanais                                           | 3 595                     | 29,77                     | 7 546                    | 51,33                    |
|                                                                           | Joëlle Prévot-Madère La République en marche                                                          | 3 572                     | 29,58                     | 7 156                    | 48,67                    |
|                                                                           | Jemetree Guard Divers gauche (Nou ké rivé)                                                            | 1 262                     | 10,45                     |                          |                          |
|                                                                           | Line Létard Walwari (soutenue par Europe Écologie Les Verts et Nouvelle force de Guyane)              | 1 256                     | 10,40                     |                          |                          |
|                                                                           | Claire Albanesi La France insoumise                                                                   | 1 082                     | 8,96                      |                          |                          |
|                                                                           | Michel Quammie Divers droite (soutenu par Les Républicains et l'Union des démocrates et indépendants) | 743                       | 6,15                      |                          |                          |
|                                                                           | Armand Achille Anticolonialiste                                                                       | 216                       | 1,79                      |                          |                          |
|                                                                           | Sylvio Leon Létard Régionaliste (Défense des intérêts de la Guyane)                                   | 139                       | 1,15                      |                          |                          |
|                                                                           | Julien Deroche Divers gauche                                                                          | 126                       | 1,04                      |                          |                          |
|                                                                           | Michel Sabas Divers gauche (ex - Parti socialiste guyanais)                                           | 85                        | 0,70                      |                          |                          |
|                                                                           | Arlette Feuillié Union populaire républicaine                                                         | 1                         | 0,01                      |                          |                          |
| Source : Ministère de l'Intérieur - Première circonscription de la Guyane | |                           |                           |                          |                          |

#### Deuxième circonscription
Député sortant : Chantal Berthelot (AGEG).
|                                                                           | |                           |                           |                          |                          |
|                                                                           | | Premier tour 10 juin 2017 | Premier tour 10 juin 2017 | Second tour 17 juin 2017 | Second tour 17 juin 2017 |
|                                                                           | |                           |                           |                          |                          |
|                                                                           | | Nombre                    | % des inscrits            | Nombre                   | % des inscrits           |
| Inscrits                                                                  | Inscrits                                                                                            | 39 421                    | 100,00                    | 39 422                   | 100,00                   |
| Abstentions                                                               | Abstentions                                                                                         | 29 134                    | 73,90                     | 25 586                   | 64,90                    |
| Votants                                                                   | Votants                                                                                             | 10 287                    | 26,10                     | 13 836                   | 35,10                    |
|                                                                           | |                           | % des votants             |                          | % des votants            |
| Bulletins blancs                                                          | Bulletins blancs                                                                                    | 272                       | 2,64                      | 312                      | 2,25                     |
| Bulletins nuls                                                            | Bulletins nuls                                                                                      | 150                       | 1,46                      | 241                      | 1,74                     |
| Suffrages exprimés                                                        | Suffrages exprimés                                                                                  | 9 865                     | 95,90                     | 13 283                   | 96,00                    |
|                                                                           | |                           |                           |                          |                          |
| Candidat Étiquette politique (partis et alliances)                        | Candidat Étiquette politique (partis et alliances)                                                  | Voix                      | % des exprimés            | Voix                     | % des exprimés           |
|                                                                           | |                           |                           |                          |                          |
|                                                                           | Lénaïck Adam La République en marche - Guyane rassemblement                                         | 3 595                     | 36,44                     | 6 670                    | 50,21                    |
|                                                                           | Davy Rimane Régionaliste                                                                            | 2 001                     | 20,28                     | 6 613                    | 49,79                    |
|                                                                           | Chantal Berthelot (députée sortante) À gauche en Guyane (soutenue par le Parti socialiste guyanais) | 1 919                     | 19,45                     |                          |                          |
|                                                                           | Jean-Étienne Antoinette Walwari (soutenue par Europe Écologie Les Verts)                            | 934                       | 9,47                      |                          |                          |
|                                                                           | Richard Joigny Divers gauche (Parti progressiste guyanais)                                          | 571                       | 5,79                      |                          |                          |
|                                                                           | Juliana Rimane Les Républicains                                                                     | 429                       | 4,35                      |                          |                          |
|                                                                           | Paul Persdam La France insoumise                                                                    | 241                       | 2,44                      |                          |                          |
|                                                                           | Bernard Taddeï Union populaire républicaine                                                         | 175                       | 1,77                      |                          |                          |
| Source : Ministère de l'Intérieur - Deuxième circonscription de la Guyane | |                           |                           |                          |                          |